# American Horror Story: Delicate
American Horror Story: Delicate ist die zwölfte Staffel der US-amerikanischen Horror-Fernsehserie American Horror Story, die auf einer Idee von Ryan Murphy und Brad Falchuk basiert. Die Erstausstrahlung fand vom 20. September 2023 bis zum 24. April 2024 auf dem TV-Sender FX statt. Die Staffel basiert auf dem Roman Delicate Condition von Danielle Valentine, der im selben Jahr erschien. Die deutschsprachige Erstausstrahlung lief vom 24. November 2023 bis zum 21. Juni 2024 auf ProSieben Fun.
Zu den wiederkehrenden Darstellern aus vergangenen Staffeln zählen Emma Roberts, Billie Lourd, Denis O’Hare und Leslie Grossman; hinzu kommen die neuen Darsteller Kim Kardashian, Cara Delevingne, Matt Czuchry und Michaela Jaé Rodriguez.

## Besetzung
- Der Schauspieler war in dieser Rolle als Hauptdarsteller vertreten.
- Der Schauspieler war in dieser Rolle als Nebendarsteller vertreten.
- Der Schauspieler war in dieser Rolle als Gaststar vertreten.
- Der Schauspieler war in dieser Rolle nicht in der Episode vertreten.

| Schauspieler           | Rolle                | Folgen | Folgen | Folgen | Folgen | Folgen | Folgen | Folgen | Folgen | Folgen | Synchronsprecher     |
| Schauspieler           | Rolle                | 1      | 2      | 3      | 4      | 5      | 6      | 7      | 8      | 9      | Synchronsprecher     |
| ---------------------- | -------------------- | ------ | ------ | ------ | ------ | ------ | ------ | ------ | ------ | ------ | -------------------- |
| Emma Roberts           | Anna Victoria Alcott |        |        |        |        |        |        |        |        |        | Gabrielle Pietermann |
| Matt Czuchry           | Dexter Harding       |        |        |        |        |        |        |        |        |        | Jeremias Koschorz    |
| Kim Kardashian         | Siobhan Corbyn       |        |        |        |        |        |        |        |        |        | Rubina Nath          |
| Annabelle Dexter-Jones | Sonia Shawcross      |        |        |        |        |        |        |        |        |        | Antje Thiele         |
| Annabelle Dexter-Jones | Adeline Harding      |        |        |        |        |        |        |        |        |        | Antje Thiele         |
| Michaela Jaé Rodriguez | Nicolette            |        |        |        |        |        |        |        |        |        | Julia Kaufmann       |
| Denis O’Hare           | Dr. Andrew Hill      |        |        |        |        |        |        |        |        |        | Axel Malzacher       |
| Cara Delevingne        | Ivy                  |        |        |        |        |        |        |        |        |        | Maximiliane Häcke    |
| Julie White            | Ms. Io Preecher      |        |        |        |        |        |        |        |        |        | Judith Steinhäuser   |
| Maaz Ali               | Kamal                |        |        |        |        |        |        |        |        |        |                      |
| Andy Cohen             |                      |        |        |        |        |        |        |        |        |        |                      |
| Juliana Canfield       | Talia                |        |        |        |        |        |        |        |        |        |                      |
| Tavi Gevinson          | Cora                 |        |        |        |        |        |        |        |        |        | Lea Kalbhenn         |
| Zo Tipp                | Theo                 |        |        |        |        |        |        |        |        |        |                      |
| Taylor Richardson      | Babette Eno          |        |        |        |        |        |        |        |        |        |                      |
| Dominic Burgess        | Hamish Moss          |        |        |        |        |        |        |        |        |        |                      |
| Ashlie Atkinson        | Susan (Superfan)     |        |        |        |        |        |        |        |        |        |                      |
| Erin Murray            | Elisabeth I.         |        |        |        |        |        |        |        |        |        |                      |
| Sophie von Haselberg   | Maria I.             |        |        |        |        |        |        |        |        |        |                      |
| Billie Lourd           | Ashley               |        |        |        |        |        |        |        |        |        |                      |
| Leslie Grossman        | Ashleigh             |        |        |        |        |        |        |        |        |        |                      |
| Debra Monk             | Virginia Harding     |        |        |        |        |        |        |        |        |        |                      |
| Grace Gummer           | Mrs. Alcott          |        |        |        |        |        |        |        |        |        |                      |
| Carter Hudson          | Mr. Alcott           |        |        |        |        |        |        |        |        |        |                      |
| Reed Birney            | Dex Harding Sr.      |        |        |        |        |        |        |        |        |        |                      |
| Gaby Slape             | Mia Farrow           |        |        |        |        |        |        |        |        |        |                      |
| Tom O’Keefe            | Frank Sinatra        |        |        |        |        |        |        |        |        |        |                      |
| Seamus Mulcahy         | Roman Polanski       |        |        |        |        |        |        |        |        |        |                      |
| Claire DeJean          | Sharon Tate          |        |        |        |        |        |        |        |        |        |                      |

Ohne Listung in den Credits treten in Cameos als sie selbst Zachary Quinto als Laudator bei den Gotham Awards, Taylor Schilling als Laudatorin bei den Golden Globes und Hamish Linklater als Laudator bei den Oscars auf.

## Episoden
Die Erstausstrahlung der zwölften Staffel (American Horror Story: Delicate) war vom 20. September 2023 bis zum 24. April 2024 auf dem US-amerikanischen Kabelsender FX zu sehen. Die deutschsprachige Erstausstrahlung sendete der deutsche Pay-TV-Sender ProSieben Fun vom 24. November 2023 bis zum 21. Juni 2024.
| Nr. (ges.) | Nr. (St.) | Deutscher Titel          | Originaltitel         | Erstausstrahlung USA | Deutschsprachige Erstausstrahlung (D) | Regie                 | Drehbuch       | Zuschauer (USA) |
| --- | --------- | ------------------------ | --------------------- | -------------------- | ------------------------------------- | --------------------- | -------------- | --------------- |
| Teil 1 |           |                          |                       |                      |                                       |                       |                |                 |
| 124 | 1         | Fühle deinen Schmerz     | Multiply Thy Pain     | 20. Sep. 2023        | 24. Nov. 2023                         | Jessica Yu            | Halley Feiffer | 0,45 Mio.       |
| Nach zwei erfolglosen Runden der In-Vitro-Fertilisation geht die Schauspielerin Anna Alcott erneut zur Eizellenentnahme bei Dr. Hill. Ihr Mann Dexter Harding, ein Galerist, hat seine erste Frau Adeline durch einen Unfall verloren und Anna fragt sich, ob er diese noch immer liebt. Bei der Eröffnung einer neuen Ausstellung sieht sie, dass die Künstlerin Sonia wie Adeline aussieht. Durch ihre neue Agentin Siobhan, deren IVF erfolglos geblieben ist, hat Anna einen Auftritt bei Andy Cohen, für den sie den Embryotransfer um einen Tag verschoben hat, der erfolgreich verläuft. Nachts wacht sie durch eine Einbrecherin in ihrem Apartment auf, die sie vertreibt. Danach sieht sie ihr Embryofoto zerrissen und ihre Hände rotverschmiert. Es ist Lippenstift, mit dem die Einbrecherin eine Warnung auf dem Spiegel hinterlassen hat. |           |                          |                       |                      |                                       |                       |                |                 |
| 125 | 2         | Rockabye                 | Rockabye              | 27. Sep. 2023        | 1. Dez. 2023                          | Jennifer Lynch        | Halley Feiffer | 0,32 Mio.       |
| Die Polizei findet keine Hinweise auf einen Einbruch. Anna fühlt sich auf der Straße verfolgt und im Internet belästigt, weswegen Siobhan ihr zur Stärkung Vitamin B12 gibt. Gerade als ein Schwangerschaftstest ein positives Ergebnis anzeigt, wird Dex von Sonia angerufen. Bei den Gotham Awards trägt Anna Madonnas Oscarkleid von 1991 und trifft ihre Konkurrentin. Als ihr im Damenwaschraum übel wird, fasst ihr eine Frau an den Bauch, die darauf von Anna tödlich gestoßen wird. Bei der Annahme ihres Preises erbricht Anna und kippt um. Sie wird im Waschraum versorgt; der Körper der Frau ist aber verschwunden. Talia, eine Freundin von Dex, bringt die beiden in ihrem Glashaus mit dem Bodyguard Kamal unter. Als Anna im Auto eine Blutung hat, fährt dieser sie in ein Krankenhaus. Zuerst führt die Krankenschwester Ivy eine Ultraschalluntersuchung durch, lässt Anna aber nicht zusehen. Ein Arzt verkündet, dass sie eine Fehlgeburt hatte und dass es ein Junge geworden wäre. Laut ihm habe das Krankenhaus allerdings gar keine Krankenschwester namens Ivy. |           |                          |                       |                      |                                       |                       |                |                 |
| 126 | 3         | Wenn der Ast bricht      | When the Bough Breaks | 4. Okt. 2023         | 8. Dez. 2023                          | Jennifer Lynch        | Halley Feiffer | 0,37 Mio.       |
| Anna wandert in den Wald, wo sie ihre Stalkerin Ms. Preecher in einem Baum sieht, aber nachdem sie Stunden später heimkehrt und Dex informiert, findet er im Wald keine Spuren. Am Morgen trifft sie im Haus Talias Hausmanagerin Nicolette und sieht ein Geschenk ihres Regisseurs, obwohl sie niemandem die neue Adresse weitergegeben haben. Um sie zu beruhigen, ruft Dex Siobhan her. Im Keller findet Anna Talias Babysachen und einen Geheimgang, der Gläser mit Körperteilen von Babys enthält und an dessen Ende ein Untersuchungsstuhl steht. Auf diesem wird sie von zwei maskierten Frauen sediert. Als sie wieder im Keller aufwacht, besteht sie darauf, das Baby in ihr zu spüren, was Dex und Dr. Hill ihr nicht glauben. Als sie einen Herzfrequenzmonitor kaufen will, fühlt auch die Verkäuferin Bewegung, als sie Annas Bauch anfasst. Anna nimmt Kontakt zu ihrem Hacker auf und erhält die Botschaften, dass ihr Baby am Leben sei und „sie“ etwas mit dem Baby getan haben. |           |                          |                       |                      |                                       |                       |                |                 |
| 127 | 4         | Das Reel                 | Vanishing Twin        | 11. Okt. 2023        | 15. Dez. 2023                         | John J. Gray          | Halley Feiffer | 0,36 Mio.       |
| Im Jahr 1555 lässt die englische Königin Maria I. nur ihre Halbschwester Elisabeth zu sich, nachdem sie einen Sohn geboren hat, den sie ein Monster nennt. Zwei Frauen in Schwarz kommen und nehmen das Kind an sich, weil Maria ihr Erstgeborenes im Gegenzug für eine fruchtbare Herrschaft versprochen hat. Als Elisabeth sich weigert, dasselbe zu tun, wird sie von einer der Frauen unfruchtbar verflucht. Anna findet einen offenen Waschbärkadaver und legt ihn wie ein Kind gewickelt in eine Wiege im Keller. Am nächsten Tag fahren sie und Dex wieder in ihr Haus in New York, wo Dex’ Mutter Virginia sie empfängt. Diese verklagt seinen Vater, weil sie dank einer Psychiaterin, die unterdrückte Erinnerungen weckt, glaubt, dass er sie mit satanischen Ritualen misshandelt habe. Bei einer Ultraschalluntersuchung von Dr. Hill ist plötzlich ein Herzschlag zu hören, sodass Anna also doch weiterhin schwanger ist. Dr. Hill erklärt die Fehlgeburt dadurch, dass Anna Zwillinge gehabt haben müsse. Siobhan engagiert die PR-Expertinnen Ashley und Ashleigh, die mit Anna ein körperpositives Video drehen, mit dem sie ihre Schwangerschaft verkündet. Zurück in Talias Haus erhält Anna einen Blumenstrauß mit einer Botschaft von Preecher. Im Keller, als sie von ihrer Golden-Globe-Nominierung erfährt, beißt Anna in den Waschbärkadaver. |           |                          |                       |                      |                                       |                       |                |                 |
| 128 | 5         | Ms. Preecher             | Preech                | 18. Okt. 2023        | 22. Dez. 2023                         | John J. Gray          | Halley Feiffer | 0,24 Mio.       |
| 1987 hat Ms. Preecher ihre Geburt bei Dr. Hill, zu der auch die zwei Frauen in Schwarz erscheinen. Dex’ Mutter versucht ihn dazu zu bringen, gegen seinen Vater auszusagen. Nachdem sie ihre Aussage gemacht hat, spricht Ms. Preecher sie an und erzählt ihre Geschichte: Sie war mit 25 Jahren eine aufstrebende Modedesignerin, aber wurde geschwängert und wollte abtreiben, als eine Frau ihr im Gegenzug für das Baby einen Deal anbot. Sie warnt, dass Dex und Anna in Gefahr seien; Adaline sei eine wichtige Person dieser Gruppe gewesen, aber abtrünnig geworden, weil sie sich in Dex verliebte. Anna sieht, dass Siobhan auch ihre Konkurrentin Babette Eno vertritt. Anna lädt Sonia zum Dinner ein, an dem auch Nicolette teilnimmt. Beide Frauen leugnen aber, einander oder Adaline vorher gekannt zu haben. Nach einer Beckenbodenmassage, bei der die Therapeutin übergriffig wird, konfrontiert Anna Dex damit, dass er ihr nichts glaubt. Sie schaut allein im Keller die Golden-Globes-Verleihung, bei der Babette vor Anna gewinnt. Daraufhin ruft Siobhan sie an und fragt, ob Anna bereit sei, für einen Oscar alles zu geben. Am nächsten Morgen wird gemeldet, dass Babette in einem Autounfall gestorben ist. |           |                          |                       |                      |                                       |                       |                |                 |
| Teil 2 |           |                          |                       |                      |                                       |                       |                |                 |
| 129 | 6         | Opening Night            | Opening Night         | 3. Apr. 2024         | 31. Mai 2024                          | Bradley Buecker       | Halley Feiffer | 0,24 Mio.       |
| 1988 in den White Plains stirbt Annas Mutter wenige Wochen nach Geburt ihrer Tochter an einer Lungenembolie. Ihr Ehemann erhält im Krankenhaus Hilfe mit dem Baby durch eine Krankenschwester: Nicolette. Anna hält eine Rede auf Babettes Beerdigung. Zurück im Haus wird sie von Nicolette nicht in Ruhe gelassen. Dex trifft seinen Vater, der seine Exfrau für ihre Anschuldigungen als verrückt bezeichnet. Die Eröffnung von Sonias Kunstausstellung findet statt. Dort beschuldigt Anna Talia, sie im Haus heimlich zu überwachen, halluziniert ihren gestorbenen Superfan und hat verwirrende Visionen, dass Sonia, Talia, Ivy und Nicolette sie anfassen würden. Gegenüber Siobhan gesteht sie, dass sie wegen des ganzen Drucks mit der Award-Kampagne aufhören will, was Siobhan nicht zulässt. Da sehen sie im Fernsehen, dass der Regisseur ihres Films Selbstmord begangen haben soll. Dex wiederum findet seine Mutter tot in der Badewanne. |           |                          |                       |                      |                                       |                       |                |                 |
| 130 | 7         | Ave Hestia               | Ave Hestia            | 10. Apr. 2024        | 7. Juni 2024                          | Jennifer Lynch        | Halley Feiffer | 0,31 Mio.       |
| Im Jahr 42 in Westeuropa gebiert Ivy in einer Scheune ohne Hilfe Zwillinge: Sonja und Adeline. Sie scheint zu sterben, da erscheint eine mysteriöse Frau in Schwarz. 1253 in Irland sind sie verdeckt als Hexen tätig, doch Adeline ist nicht mehr glücklich mit dem, was sie tun. 2013 in New York steht Adeline davor, Dex zu heiraten und ein Restaurant, benannt nach der Göttin Hestia, die sie anbetet, zu eröffnen. Sie hat den Hexenkult verlassen, aber Sonia drängt sie zurückzukehren und droht ihr, wodurch Adeline verletzt wird. Nachdem Dexs Vater beschließt, seinen Sohn und dessen Frau nicht mehr finanziell zu unterstützen, verkauft Talia ihr Unternehmen, um in Dexs Galerie zu investieren. Nach einem Besuch von Nicolette kauft Adeline einen Schwangerschaftstest von Susan (Annas Superfan), belügt aber Dex, dass sie nicht schwanger sei. Als Dex den positiven Schwangerschaftstest findet, geht er zum Haus seiner Eltern, wo die Frauen in Schwarz seiner Mutter Blut abnehmen und sein Vater mit einer weiteren Sex hat. Dieser sagt, dass Dex auch so gezeugt wurde, und Dex wird betäubt. Adeline erwacht gefesselt umgeben von den Frauen in Schwarz – Ivy, Sonia, Nicolette und Talia. Deren Aufgabe ist es, Dex mit seiner neuen Frau zusammenzuführen, die das „reinste“ Baby gebären werde. Ivy schneidet Adelines Bauch auf, die Frauen beschmieren sich mit dem Blut und setzen sie in Brand, getarnt als Küchenfeuerunfall. |           |                          |                       |                      |                                       |                       |                |                 |
| 131 | 8         | Der kleine Mann aus Gold | Little Gold Man       | 17. Apr. 2024        | 14. Juni 2024                         | Jennifer Lynch        | Halley Feiffer | 0,16 Mio.       |
| 1967 beim Dreh von Rosemaries Baby drängt Frank Sinatra Mia Farrow, sich zwischen Familie und Karriere zu entscheiden, und Regisseur Roman Polanski setzt für eine Szene ihre Sicherheit aufs Spiel. Als ihr falscher Schwangerschaftsbauch plötzlich blutet, hilft ihr eine Produktionsassistentin: Siobhan. In der Gegenwart stört Ms. Preecher die Bestattung von Dex’ Mutter, indem sie behauptet, dass diese sich nicht selbst umgebracht habe. Anna besucht sie in der Notaufnahme, wo sie am Krankenbett einschläft. Als Anna wieder aufwacht, ist Preecher verschwunden. Gerade da wird im Fernsehen ihre Oscar-Nominierung verkündet. Anna fliegt mit Dex und Siobhan zu einer Veranstaltung mit Promogeschenken nach Los Angeles. Dort sieht sie Dr. Hills Rezeptionistin Cora mit einem schwarzen Umhang. Diese erklärt, dass sie eine Affäre mit Dex hatte, der ihr Schlüssel zu der Wohnung gab, und sie Anna gestalkt, ihren Kalender manipuliert und ihr Botschaften hinterlassen hat. Sie warnt aber auch, dass Frauen, mit denen Dr. Hill zusammenarbeite, Annas Baby etwas antun würden. Am Morgen des Oscar-Tages sieht Anna ihre Beine plötzlich mit spinnenartigen Schuppen bedeckt und versucht diese abzuschaben. Als sie dies Siobhan zeigen will, sind sie aber wieder normal. Auf dem Roten Teppich stürzt Anna nach einer Vision von Babette. Während des Eröffnungsmonologs setzen die ersten Wehen ein, aber Siobhan insistiert, sie solle bis zu ihrer Kategorie einhalten. Als diese verlesen wird, fragt Siobhan mit ihrer Hand auf Annas Bauch, was sie für den Sieg aufgeben würde. Anna gewinnt den Oscar. Auf der Bühne stehend sieht sie statt des Publikums nur ihre Mutter klatschend und ihre Fruchtblase platzt. |           |                          |                       |                      |                                       |                       |                |                 |
| 132 | 9         | Der Auteur               | The Auteur            | 24. Apr. 2024        | 21. Juni 2024                         | Gwyneth Horder-Payton | Halley Feiffer | 0,23 Mio.       |
| 2019 lernt Anna in einer Selbsthilfegruppe für Frauen, deren IVF erfolglos verlaufen ist, Siobhan kennen, die ihr Kontakt zu Dr. Hill herstellt. Mit diesem hatte Siobhan zuvor einen Deal ausgemacht, dass sie ihm vermögende Patientinnen verschafft, wenn er tut, was sie sagt. Mit ihrem Oscar in der Hand wird Anna in einen Krankenwagen gebracht und von Dex begleitet. Die Fahrerin aber ist Ivy, die Kamal und Dex tötet, was Anna unter starken Wehen mitansehen muss. In einem abgedunkelten Raum gebiert sie ihr Kind, das Ivy an sich nimmt. Anna halte bereits das, was sie sich gewünscht hat: den Oscar. Als sie das Kind nehmen will, wird sie an ihrem Rücken paralysiert. Sie erwacht umgeben von den Frauen in Schwarz – Ivy, Sonia, Nicolette und Talia – und wird von Susan in einem Rollstuhl zu Siobhan gebracht. Diese erklärt, als Dex’ Vater erscheint, dass sie Dex’ Mutter war und ihre Eizelle für Annas Kind benutzt wurde. Die Frauen betrachten es als ihre Mission, perfekte Kreaturen zu erschaffen, um die Welt zu retten und ein Matriarchat zu etablieren. Anna wird vor die Wahl gestellt, ihr Kind zu behalten und sich damit ihnen anzuschließen oder wie Ms. Preecher zu enden. Als sie das Baby stillt, hat es Klauen und saugt ihr Blut. Adaline erscheint ihr in einem weißen Kleid und lehrt ihr die Anrufung Hestias, mit der sie Siobhan zerstört. Daraufhin verschwindet das Dämonenkind und Anna kann wieder gehen. In einem weißen Raum findet sie ein normales Baby und ihren Oscar. |           |                          |                       |                      |                                       |                       |                |                 |